# Keith Cooke
Keith Hirabayashi Cooke (ur. 17 września 1959 w Seattle) − amerykański aktor filmowy i kaskader pochodzenia japońskiego.

## Życiorys
Urodził się i dorastał w Seattle. Jego matka jest narodowości japońskiej, natomiast jego ojciec szkocko-amerykańskiej. 
Trenował taekwondo i karate, zdobywając pięć tytułów mistrza Stanów Zjednoczonych. W 1985 otrzymał tytuł zawodnika roku magazynu „Black Belt”.
Grał główną rolę w dreszczowcu z elementami science fiction i sztuk walki Poszukujący ognia (1995). Fani serii filmów Mortal Kombat znają go przede wszystkim z roli Reptile'a w pierwszej części filmu. Zagrał również w sequelu Mortal Kombat 2: Unicestwienie, będącym kontynuacją pierwszej części filmu Mortal Kombat. Wcielił się w nim w rolę młodszego brata Sub-Zero.
Uczył się w szkole mistrzów sztuk walki w Brentwood w Kalifornii.
Ma żonę Suzanne oraz syna Jake'a.

## Wybrana filmografia
- 1995: Mortal Kombat jako Reptile
- 1997: Wielki biały ninja jako Nobu
- 1997: Mortal Kombat 2: Unicestwienie jako Sub-Zero
- 2000: Agent XXL jako kaskader